# ایهور چوچمن
ایهور چوچمن (اوکراینی: Ігор Романович Чучман؛ زادهٔ ۱۵ فوریهٔ ۱۹۸۵) بازیکن فوتبال اهل قزاقستان است.
از باشگاه‌هایی که در آن بازی کرده‌است می‌توان به باشگاه فوتبال ایرتیش پاولودار، باشگاه فوتبال ماریوپول، باشگاه فوتبال اوورلا اوژهورود، و باشگاه فوتبال کارپاتی لویو اشاره کرد.
وی همچنین در تیم ملی فوتبال Ukraine U-17 بازی کرده‌است.